# Konstantin VI.
Konstantin VI. Slijepi (grč. Κωνσταντῖνος Ϛ΄, Kōnstantinos VI) (?, 770. – ?, poslije 15. kolovoza 797.), bizantski car od 780. do 797. godine iz Isaurijske dinastije.
Bio je sin cara Leona IV. Hazara i carice Irene te unuk cara Konstantina V. Kopronima. Preuzeo je prijestolje poslije očeve smrti kao desetogodišnjak pod regentstvom carice majke. Tijekom njegove vladavine zasjedao je sedmi ekumenski sabor u Niceji (787.) na kojem je ponovno dopušteno štovanje ikona. Kada je Konstantin postao punoljetan, njegova majka je pokušala zadržati vrhovnu vlast, ali vojska je 790. godina izglasala Konstantina za samostalnog vladara, a Irena je bila uhićena i pritvorena.
Godine 792. Konstantin VI. je pomilovao majku i priznao je za suvladarku. Godine 796. Konstantin je izazvao skandal time što se razveo od supruge Marije kako bi oženio ljubavnicu Teodotu. Irena je mudro iskoristila novonastalu situaciju te je 797. godine svrgnula sina s vlasti i dala ga oslijepiti te je sama preuzela carsku krunu.
Konstantin VI. bio je posljednji član izaurijske dinastije, a umro je uskoro od posljedica ranjavanja. Njegova je kći bila carica Eufrozina.
Godine 795. napustio je ženu Mariju Paflagonjanku te je oženio suložnicu Teodotu koju je okrunio za caricu. Carigradski svećenik-ekonomom Josip, je kao crkveni službenik blagoslovio vjenčanje. Patrijarh Tarazije nije se usudio zabraniti taj obred od straha pred carem koji mu je zaprijetio kako će ponovno započeti borbu protiv svetih slika. Ipak su neki samostanci iz Sakudijona, Platon i Teodor, osudili carevo preljubništvo. Platon je prekinuo veze s patrijarhom, a Teodor je proglasio kako je car izopćen iz Crkve. Konstantin je dao utamničiti Platona, a Teodora kaznio izgonom u Solun.
Pad Konstantinova ugleda izazvao je istovremen Irenin uspon u javnom životu. Ona si je preuzela vrhovnu vlast u carstvu te si prisvojila naslov „cara”, a ne „carice” (797.). Kako bi učvrstila svoju vlast naredila je da se sinu Konstantinu VI. daju iskopati oči. Dozvolila je Platonu i Teodoru da se vrate u samostan u Sakudijon.

### Članci
- Tadin, Marin. 1984. Bizantinski ikonoklazam ili kipoborstvo (730—843. god.). Crkva u svijetu. Sveučilište u Splitu – Katolički bogoslovni fakultet. Split. 19 (4): 391–405

## Vanjske poveznice
- Constantine VI – Britannica Online (engl.)

| Konstantin VI. Isaurijska dinastijaRođ. 771. Umr. prije 805. |                                            |                          |
| Vladarske titule                                             |                                            |                          |
| prethodnik Leon IV. Hazar                                    | bizantski car 8. rujna 780. – kolovoz 797. | nasljednik Irena Atenska |